# Anderslövs BoIK
Anderslövs BoIK, tidigare även Anderslövs BIK, är en fotbollsförening i Anderslöv i Trelleborgs kommun i Skåne län, bildad den 1 juni 1937. Säsongen 2022 återfanns herrlaget i division V medan damlaget huserade i division IV. Föreningen har även verksamhet för flera flick- och pojklag. Föreningen, som bildades som Grönalunds IK, spelade sju säsonger i division III för herrar när serien utgjorde den tredje högsta serienivån, 1970-1976.